# من بیست ساله هستم
من بیست ساله هستم (روسی: Мне двадцать лет) یک فیلم در ژانر درام به کارگردانی مارلین خودسیف است که در سال ۱۹۶۵ منتشر شد. از بازیگران آن می‌توان به آندری تارکوفسکی، بلا آخمادولینا، و استانیسلاو لیوبشین اشاره کرد.

## داستان
فیلم داستان "سرگی" جوان را روایت می کند که پس از دو سال خدمت در ارتش به خانه خود در مسکو بازمی گردد. فیلم زندگی روزمره مردم شوروی سابق و اطرافیان او را به تصویر می کشد...